# PfalzB Blatt 170
Unter der Blatt-Nr. 170 des Wagenstandsverzeichnisses der Pfälzischen Eisenbahnen werden diverse Kesselwagentypen privater Einsteller zusammengefasst.

## Geschichte
Zu einem Teil werden die privaten Kesselwagen des linksrheinischen Netzes der Königlich Bayerischen Staatseisenbahnen (ehem. Pfälzischen Eisenbahnen) unter der Blatt Nummer 170 im Wagenstandsverzeichnis der Kgl.Bayer.Staatseisenbahnen – Pfälzisches Netz, aufgestellt nach dem Stande vom 31. März 1913, incl. der Fortschreibungen bis zum März 1916 geführt.
Es handelt sich allerdings um unterschiedliche Bauausführungen. Dies bedeutet nicht zwangsläufig, dass die jeweiligen Wagen auch tatsächlich identisch waren. Schon allein das Ladegut bedingte konstruktive Änderungen.

## Konstruktive Merkmale

### Untergestell
Der Rahmen: bestand komplett aus genieteten Walzprofilen. Die äußeren Längsträger hatten eine U-Form mit nach außen zeigenden Flanschen. Als Zugeinrichtung hatten die Wagen Schraubenkupplungen mit Sicherheitshaken nach VDEV, die Zugstange war durchgehend und mittig gefedert. Als Stoßeinrichtung besaßen die Wagen zweifach geschlitzte Korbpuffer mit einer Einbaulänge von 650 mm. Die Pufferteller hatten einen Durchmesser von 370 mm. Diese wurden später teilweise durch Hülsenpuffer ersetzt.

### Laufwerk
Die Wagen hatten genietete Fachwerkachshalter aus Flacheisen unterschiedlicher Bauformen. Gelagert waren die Achsen in geteilten Gleitachslagern. Die Räder hatten Speichenradkörper und einen Raddurchmesser von 1014 mm. Die Federung war mit einfachen Laschen in den Federböcken befestigt waren.
Die gebremsten Wagen waren mit einer Handspindelbremse ausgestattet. Die Bremsen wirkten beidseitig auf alle Räder.

## Liste der privaten Kesselwagen
| | Gattungs- zeichen | Gattungs- zeichen | Gattungs- zeichen | Herstelldaten | Herstelldaten | Herstelldaten | Einsteller                                                | Ladegut            | Wagennummern je Epoche | Wagennummern je Epoche | Wagennummern je Epoche | Abmessungen | Abmessungen        | Abmessungen   | Abmessungen      | Abmessungen      | Lademaße  | Lademaße    | Lademaße  |                                    |                                                         |
| Blatt-Nr. (WV 1897) | ab 1895           | ab 1909           | DRG               | Bau- jahre    | Her- steller  | Anz.          |                                                           |                    | ab 1895                | ab 1909                | DRG                    | LüP [mm]    | Höhe über SOK [mm] | Anz. Ach- sen | Le- nk- ach- sen | Achs- stand [mm] | Gew. [kg] | Fläche [m²] | Vol. [m³] | Brem- sen- arten                   | Bemerkungen                                             |
| --- | ----------------- | ----------------- | ----------------- | ------------- | ------------- | ------------- | --------------------------------------------------------- | ------------------ | ---------------------- | ---------------------- | ---------------------- | ----------- | ------------------ | ------------- | ---------------- | ---------------- | --------- | ----------- | --------- | ---------------------------------- | ------------------------------------------------------- |
| 170I |                   | [P]               | [P]               | 1912          |               | 1             | J.A. Benkiser, chem. Fabrik, Ludwigshafen a. Rh.          | Chlor-Calziumlauge |                        | Lu 502 071             |                        | 8.300       |                    | 2             |                  | 3.500            | 16,6      |             | 15,0      | Hbr                                | eisernes Untergestell; Bremserhaus                      |
| 170II |                   | [P]               | [P]               | 1884/-86      |               | 2             | J.A. Benkiser, chem. Fabrik, Ludwigshafen a. Rh.          | Salzsäure          |                        | Lu 502 072, Lu 502 073 |                        | 6.800       |                    | 2             |                  | 3.000            | 10,0      |             |           |                                    | eisernes Untergestell;                                  |
| 170III |                   | [P]               | [P]               | 1909          |               | 1             | J.A. Benkiser, chem. Fabrik, Ludwigshafen a. Rh.          | Schwefelsäure      |                        | Lu 502 074             |                        | 8.300       |                    | 2             |                  | 4.000            | 15,0      |             | 9,5       | Hbr                                | eisernes Untergestell; Bremserhaus                      |
| 170IV |                   | [P]               | [P]               | 1912          |               | 1             | J.A. Benkiser, chem. Fabrik, Ludwigshafen a. Rh.          | Schwefelsäure      |                        | Lu 502 075             |                        | 7.050       |                    | 2             |                  | 3.600            | 15,0      |             | 9,5       | Hbr                                | eisernes Untergestell; Bremserhaus                      |
| 170V |                   | [P]               | [P]               | 1899          |               | 1             | J.A. Benkiser, chem. Fabrik, Ludwigshafen a. Rh.          | Schwefelsäure      |                        | Lu 502 076             |                        | 7.950       |                    | 2             |                  | 3.600            | 10.0      |             |           | Hbr                                | eisernes Untergestell; Bremserhaus                      |
| 170VI |                   | [P]               | [P]               | 1898          |               | 1             | Spiritus Zentrale G.m.b.H., Berlin                        | Spiritus           |                        | Lu 502 079             |                        | 8.500       |                    | 2             |                  | 4.000            | 12.5      |             |           | Hbr                                | eisernes Untergestell; Bremserhaus                      |
| 170VI |                   | [P]               | [P]               | 1899          |               | 1             | Spiritus Zentrale G.m.b.H., Berlin                        | Spiritus           |                        | Lu 502 080             |                        | 8.500       |                    | 2             |                  | 4.000            | 10,0      |             | 13,5      | ohne                               | eisernes Untergestell;                                  |
| 170VII |                   | [P]               | [P]               | 1893          |               | 3             | Zuckerfabrik Frankenthal, Frankenthal (Pfalz)             | Syrup              |                        | Lu 502 081-Lu 502 083  |                        | 8.000       |                    | 2             |                  | 3.400            | 15.0      | 14,6        |           | Hbr                                | eisernes Untergestell; Bremserhaus                      |
| 170VII |                   | [P]               | [P]               | 1893          |               | 1             | Zuckerfabrik Frankenthal, Frankenthal (Pfalz)             | Syrup              |                        | Lu 502 084             |                        | 8.000       |                    | 2             |                  | 3.400            | 15.0      |             |           | Hbr                                | eisernes Untergestell; Bremserhaus                      |
| 170VIII |                   | [P]               | [P]               | 1912          |               | 2             | Zuckerfabrik Frankenthal, Frankenthal (Pfalz)             | Melasse            |                        | Lu 502 085-Lu 502 086  |                        | 8.100       |                    | 2             |                  | 3.800            | 17.7      |             | 13,3      | Hbr                                | eisernes Untergestell; Bremserhaus; Kessel mit Heizrohr |
| 170IX |                   | [P]               | [P]               | 1910          |               | 1             | Pfälz. Presshefen- u. Spiritusfabrik, Ludwigshafen a. Rh. | Spiritus           |                        | Lu 502 089             |                        | 8.950       |                    | 2             |                  | 4.000            | 10.0      |             | 13,0      | Hbr                                | eisernes Untergestell; Bremserhaus                      |
| 170X |                   | [P]               | [P]               | 1889          |               | 1             | Spiritus Zentrale G.m.b.H., Berlin                        | Spiritus           |                        | Lu 502 098             |                        | 8.280       |                    | 2             |                  | 3.650            | 10,0      |             |           | ohne                               | eisernes Untergestell                                   |
| 170X |                   | [P]               | [P]               | 1899          |               | 1             | Spiritus Zentrale G.m.b.H., Berlin                        | Spiritus           |                        | Lu 502 099             |                        | 7.780       |                    | 2             |                  | 3.500            | 10,0      | 14,3        | 13,0      | ohne                               | eisernes Untergestell                                   |
| 170XI |                   | [P]               | [P]               | 1900          |               | 1             | Pure Oil Company, G.m.b.H., Mannheim                      | Petroleum          |                        | Lu 502 106             |                        | 7.900       |                    | 2             |                  | 4.000            | 10,0      |             | 13,9      | ohne                               | eisernes Untergestell                                   |
| 170XI | 1899              | [P]               | [P]               |               | 10            |               | Pure Oil Company, G.m.b.H., Mannheim                      | Petroleum          | Lu 502 107-Lu 502 116  |                        | 8.400                  |             | 2                  |               | 4.000            | 10,0             |           | 13,9        | Hbr       | eisernes Untergestell; Bremserhaus |                                                         |
| 170XI | 1900              | [P]               | [P]               |               | 4             |               | Pure Oil Company, G.m.b.H., Mannheim                      | Petroleum          | Lu 502 131-Lu 502 134  |                        | 8.400                  |             | 2                  |               | 4.000            | 10,0             |           | 13,9        | Hbr       | eisernes Untergestell; Bremserhaus |                                                         |
| 170XI | 1901              | [P]               | [P]               |               | 4             |               | Pure Oil Company, G.m.b.H., Mannheim                      | Petroleum          | Lu 502 135-Lu 502 139  |                        | 8.400                  |             | 2                  |               | 4.000            | 10,0             |           | 13,9        | Hbr       | eisernes Untergestell; Bremserhaus |                                                         |
| 170XI | 1899              | [P]               | [P]               |               | 10            |               | Pure Oil Company, G.m.b.H., Mannheim                      | Petroleum          | Lu 502 117-Lu 502 126  |                        | 7.800                  |             | 2                  |               | 4.000            | 10,0             |           | 13,9        | ohne      | eisernes Untergestell;             |                                                         |
| 170XI | 1900              | [P]               | [P]               |               | 4             |               | Pure Oil Company, G.m.b.H., Mannheim                      | Petroleum          | Lu 502 127-Lu 502 130  |                        | 7.800                  |             | 2                  |               | 4.000            | 10,0             |           | 13,9        | ohne      | eisernes Untergestell;             |                                                         |
| Die Pure Oil-Company – ein amerikanisches Unternehmen – erhielt am 12. Mai 1898 auf Antrag der Badischen Staatsbahnen im Handelshafen Mannheim die Genehmigung für die Einrichtung eines Tanklagers. Mit dem Kriegseintritt der USA 1917 endeten die Geschäftstätigkeiten des Unternehmens in Deutschland. Die Wagen müssen ab dann andere Eigentümer gehabt haben. |                   |                   |                   |               |               |               |                                                           |                    |                        |                        |                        |             |                    |               |                  |                  |           |             |           |                                    |                                                         |